# Theristria hillieri
Theristria hillieri là một loài côn trùng trong họ Mantispidae thuộc bộ Neuroptera. Loài này được Navás miêu tả năm 1914.